# Der Held von Haarlem

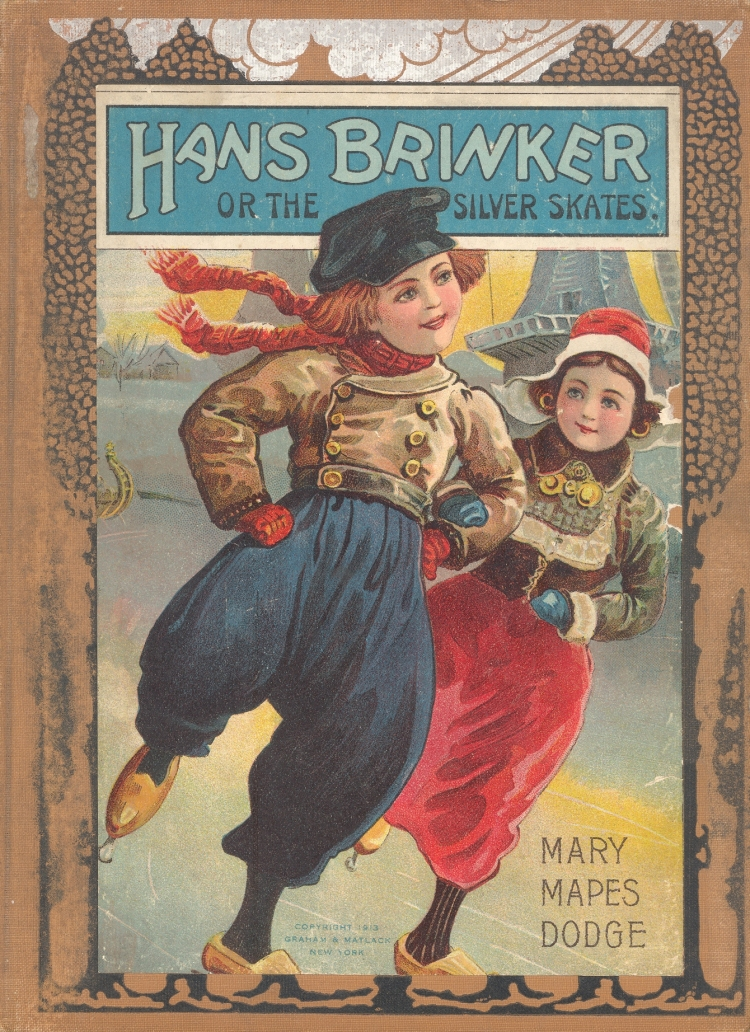
Hans Brinker, or the silver skates: a story of life in Holland

Der Held von Haarlem ist eine Geschichte aus den 1850er Jahren über den Sohn eines Haarlemer Schleusenwärters, der an einem stürmischen Nachmittag ein kleines Loch in einem Haarlemer Deich entdeckt. Der Junge weiß, dass das Loch, wenn das Wasser weiterfließt, immer größer wird und den Deich zum Einsturz bringen könnte. Er zögert keinen Augenblick und hält das Loch mit seinem Finger zu. Einen Abend und eine Nacht lang verteidigt er so buchstäblich mit bloßen Händen Stadt und Land gegen das drohende Meer.

## Die Geschichte
Der Ursprung der Geschichte liegt in Frankreich. Sie erschien in einer Geschichtensammlung von Eugénie Foa (1796–1852) mit dem Titel Le petit éclusier („Der kleine Schleusenwärter“), was darauf hindeutet, dass es sich um ein altes Volksmärchen handelt, in dem der Junge seinen Finger benutzt, um ein Leck im Schleusentor zu schließen. Anonyme Übersetzungen bzw. Adaptationen dieser Geschichte ins Englische erschienen ab 1850 in Zeitschriften in Großbritannien und den Vereinigten Staaten, wobei die vermutlich erste dieser Publikationen am 23. Februar 1850 in der britischen Wochenzeitschrift Eliza Cook’s Journal erschien; mindestens neun weitere Veröffentlichungen in anderen Sammelwerken erschienen bis Anfang der 1860er Jahre.
In Foas Version und den meisten englischsprachigen Versionen der 1850er Jahre steckt der Junge seinen Finger nicht in ein Loch im Deich selbst, sondern in eines in einem hölzernen Deichschleusentor. Aber bereits 1858 erschien eine gekürzte englischsprachige Fassung in The Rhode Island Schoolmaster, in der eine Deichschleuse nicht mehr erwähnt wird und der Held stattdessen seinen Finger direkt in den Deich steckt.
Die Sage wurde 1866 von der amerikanischen Schriftstellerin Mary Mapes Dodge in ihrem Kinderbuch Hans Brinker oder die silbernen Schlittschuhe aufgezeichnet (New York, 1865). Das Buch enthält eine Geschichte mit dem Titel Der Held von Haarlem. Der kleine Junge, dessen Name nicht bekannt ist, wurde dabei mit der Hauptfigur des Buches, Hans Brinker, identifiziert. Sie wurde zu einer amerikanischen Sage und dann auch zu einem Stück holländischer Importfolklore.
Aufgrund der Holland-Manie, die in den Vereinigten Staaten vom späten neunzehnten Jahrhundert bis etwa 1920 herrschte, wurde die Geschichte in den USA sehr bekannt. Sie wurde ins Niederländische, Französische, Italienische, Russische und als Hans Brinker oder Die silbernen Schlittschuhe ins Deutsche übersetzt und von der Académie française mit einem Preis über 1500 Francs ausgezeichnet.

## Literarischer Hintergrund
Die Geschichte über den Helden von Haarlem erschien in mehreren Publikationen.
Im Vereinigten Königreich:
- 1850, in einer Ausgabe des London Journal of Entertainment and Instruction: „The Little Hero of Haarlem“
- 23. Februar 1850, in einer Ausgabe von Eliza Cook’s Journal: „The Brave Little Dutchman“
- 1855, in einer Ausgabe des Boy’s Own Magazine: „The Little Dutch Hero“
- 1863, The 'Sixth' Standard Reader, zusammengestellt von J.S. Laurie (1863): „The Little Dutch Hero“

In den Vereinigten Staaten:
- August 1850, in einer Ausgabe des Harper’s Magazine: „The Little Hero of Haarlem“
- 1852, in einer Ausgabe von The Ladies' Repository: „The Little Hero of Haarlem“
- 1854, Literary Gem: Van Court’s New Monthly Magazine: „The Little Hero of Haarlem“
- 1856, in einem Buch von Julia Matilda Olin, A Winter at Wood Lawn
- 1857, McGuffey’s New High School Reader for Advanced Classes: „The Little Hero of Haarlem“
- 1858, The Rhode Island Schoolmaster: „Der Junge am Deich“
- 1858/1859, Sargent’s School Monthly: „The Boy at the Deich“
- 1868 schrieb Phoebe Cary eine Version in Versform „The Leak in the Dike“. Der kleine Junge wird in diesem Gedicht Peter genannt.[6]
- 1974, in dem Buch The Hole in the Dike von Norma Green
- 1987, in dem Buch The Boy Who Held Back the Sea, von Lenny Hort (1987)

Im deutschsprachigen Raum:
- 1909, als Feuilleton „Der kleine Held“ von Hermann Hesse (Übersetzung einer Novelle von Legoffic):[7] „Und er versperrte den Spalt mit zwei Fingern und stieß dann einen Ruf aus, indem er sich zu dem noch fernen Dorfe wendete, wo die Fenster einiger Strohhütten glänzten wie irdische Sterne.“[8]

Der Disneyzeichner Carl Barks griff die Geschichte auf und veröffentlichte 1964 den Comic Hero of the Dike („Undank ist der Welt Lohn“), in dem Donald Duck die Rolle des Hans Brinker übernimmt. Anders als in der ursprünglichen Erzählung endet die Geschichte für Entenhausen tragisch mit einer Überschwemmung, weil niemand Donalds Hilferufe beachtet und alle nur ihre eigenen Interessen verfolgen. Nur für Donald endet die Geschichte gut, da er sich, mit Daisy selig vereint, in einem überdimensionalen Holzschuh-Boot und damit im Trocknen befindet und außerdem sein Widersacher Gustav Gans nicht mit Daisy am Holzschuh-Tanz zum Deichfest teilnehmen konnte.

## Rezeption
Man nahm an, dass die Geschichte von „Hansje Brinker“ aus den Niederlanden stammt, was aber nicht zutrifft. Niederländische Folklore wurde tatsächlich aus Amerika importiert. Insgesamt wurden fast vierzig Übersetzungen des Buches in allen möglichen Varianten veröffentlicht. Und natürlich hatte man auch in den Niederlanden großes Interesse an diesem amerikanischen Kinderbuch über einen holländischen Jungen.
In ihrer typisch amerikanischen Heldengeschichte zeigt Mapes wenig Kenntnis über niederländische Deiche. Deiche sind keine Steinmauern. Man kann das Wasser nicht durch das Einstecken eines Fingers in ein Loch stoppen. Deiche und Dünen bestehen hauptsächlich aus Sand, Erde, Lehm und ähnlichen Materialien. Wenn das Wasser durch den Deich sickert, ist der gesamte Deich bereits mit Wasser gesättigt. Wenn der Deich bricht, erstreckt sich der Bruch über eine größere Länge und ist nicht mehr aufzuhalten. Dennoch wurde Hans Brinker zu einem bekannten Symbol des niederländischen Kampfes gegen das Wasser.

## Niederländische Redensweise
Der Ausdruck Den Finger in den Deich stecken stammt aus dieser Geschichte. Er wird verwendet, um auf ein bevorstehendes Problem hinzuweisen, das gestoppt werden kann, bevor es größer wird. Roger van Boxtel beispielsweise verwendete den Ausdruck, um darauf hinzuweisen, wie er mit dem Millennium-Bug umgegangen war: „Ich habe eineinhalb Jahre lang Hansje Brinker gespielt. Ich habe meinen Finger in den Deich gesteckt. Er blieb zu.“ In den Niederlanden wird er auch speziell im Zusammenhang mit den Themen Wasserwirtschaft und Klimawandel verwendet.

## Film

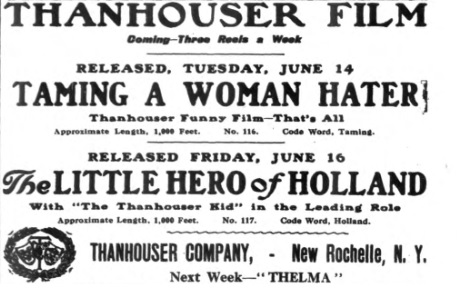

Die Geschichte wurde 1910 von dem US-Studio Thanhouser Company unter dem Titel The Little Hero of Holland verfilmt. Der Film ist wahrscheinlich verschollen.

## Statuen

### Spaarndam
Auf Initiative der Vereniging voor Vreemdelingenverkeer wurde 1950 im Dorf Spaarndam in der Gemeinde Haarlem an der Woerdersluis am IJdijk die Statue Peter von Haarlem aufgestellt, die einen Jungen zeigt, der mit dem Finger in einem Deich steckt. Die Statue wurde von Gra Rueb geschaffen. Auf dem Sockel steht: „Unserer Jugend gewidmet als Hommage an den Jungen, der zum Symbol des ewigen Kampfes der Niederlande gegen das Wasser wurde“. Der Name des Jungen wird nicht genannt. Die Statue wurde aufgestellt, weil amerikanische Touristen vergeblich nach dem Ort der Geschichte suchten.

### Harlingen
1962 wurde die Skulptur It Jonkje in Harlingen an der Abfahrtsstelle der Fähre aufgestellt. Diese Skulptur wurde von Johan Jorna entworfen und damals für den Film De zaak M.P. von Bert Haanstra angefertigt, in dem diese Skulptur eine Rolle spielt.

### Madurodam
Die Geschichte wird an verschiedenen Stellen in Madurodam dargestellt. Eine verkleinerte Nachbildung der Statue in Spaarndam mit dem Namen „Peter Holland“ wurde in Madurodam aufgestellt. Außerdem gibt es das Hans-Brinker-Spiel, bei dem die Besucher mit dem Finger ein Loch im Deich stopfen können, um das Eindringen von Wasser zu verhindern. An der Außenseite von Madurodam wurde ein deichförmiger Damm errichtet, auf dem 1999 eine Statue aufgestellt wurde, die die Geschichte darstellt. Die Geschichte wird schließlich in der Multimediashow Madurodam by Light dargestellt.

### Andere Städte
Eine Statue steht in Scheveningen in Beelden aan Zee an einer eisernen Staumauer, und in der US-Stadt Holland im Themenpark Dutch Village von Nelis in Michigan ist er auf einer Steinböschung liegend dargestellt.

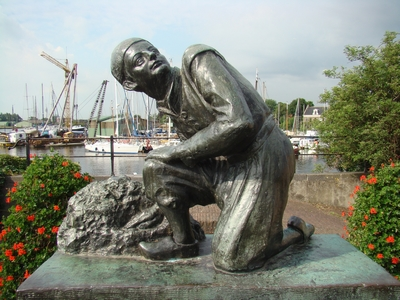
Statue in Spaarndam von 1950
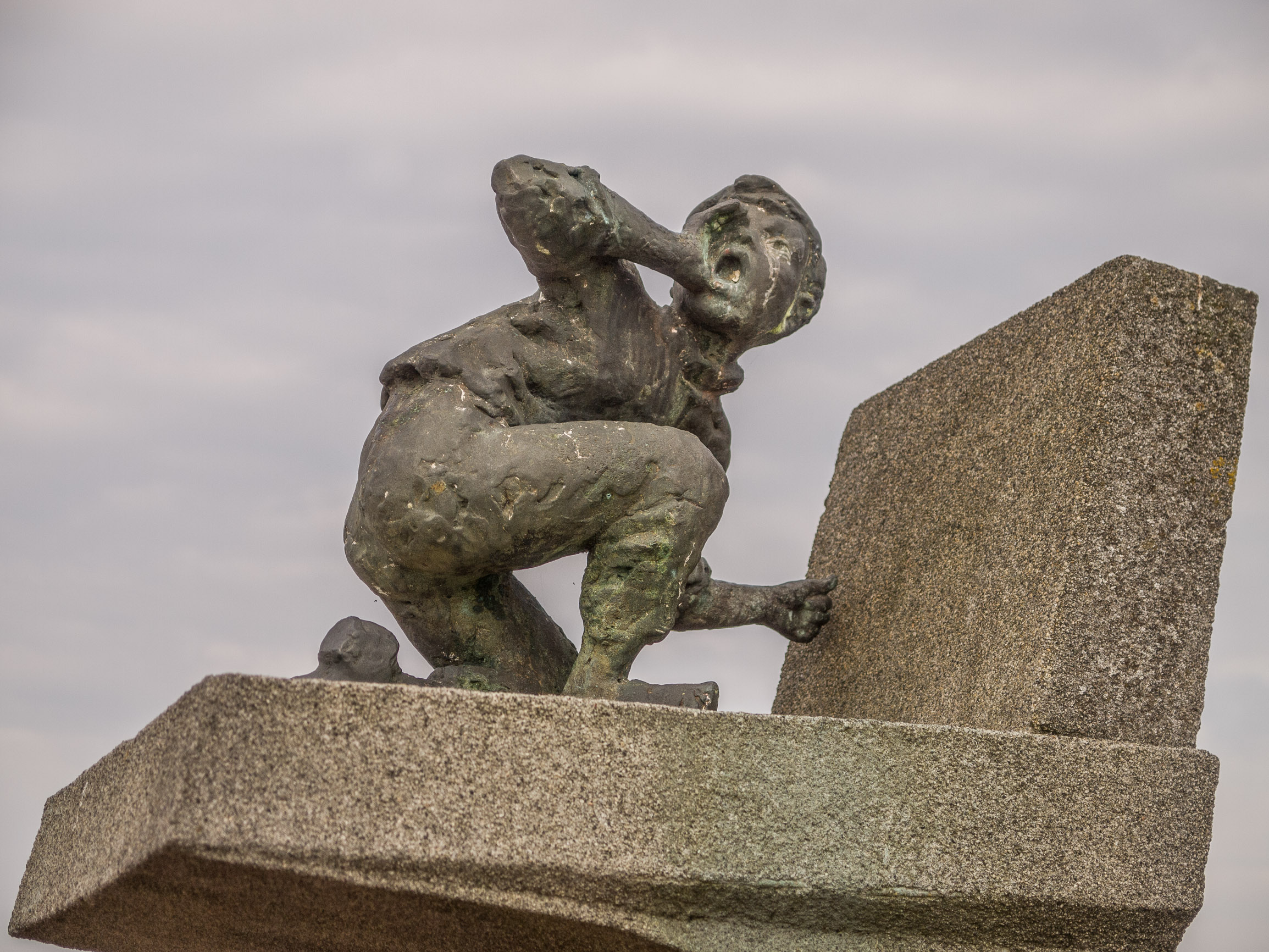
Statue in Harlingen von 1962
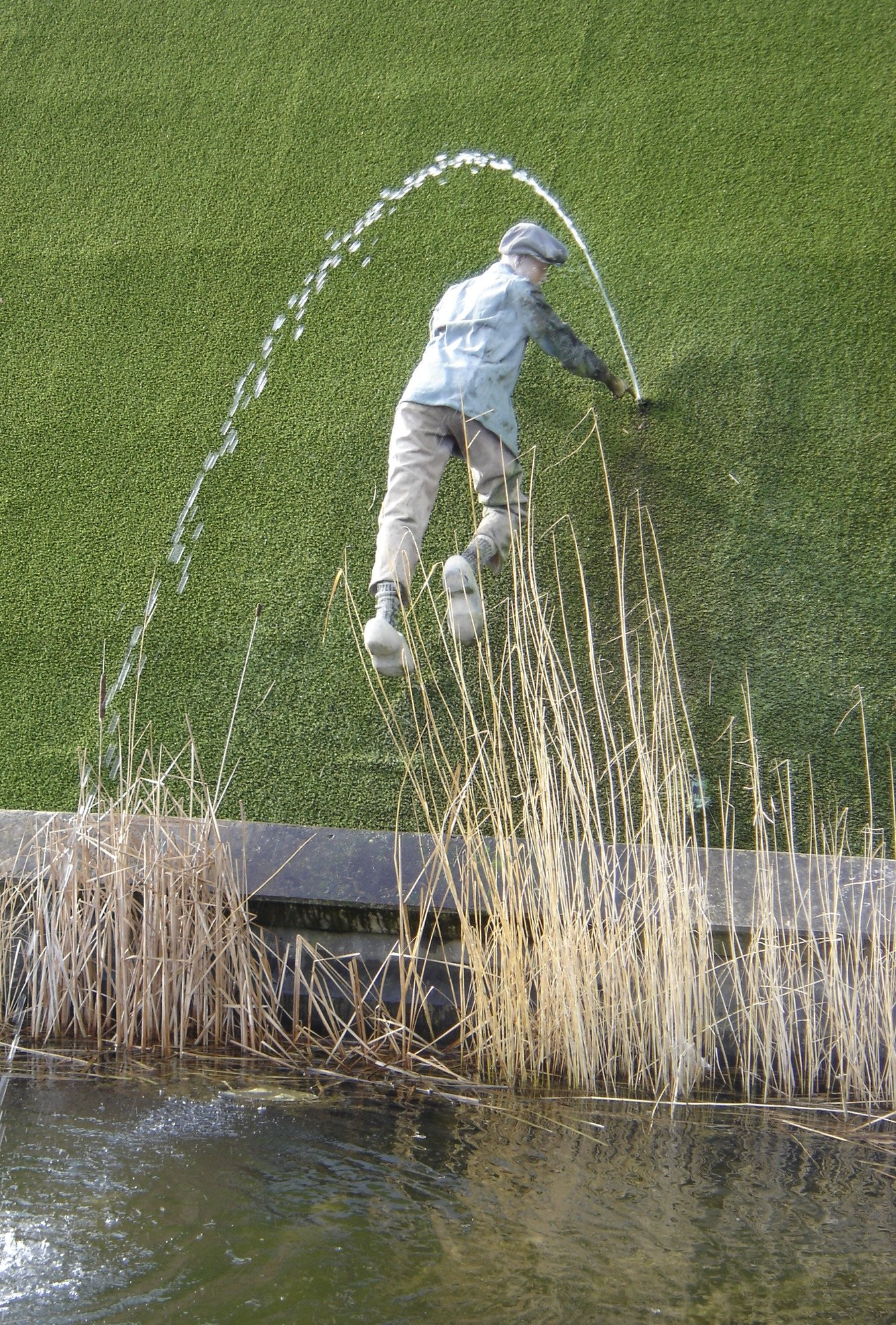
Geschichte in Madurodam dargestellt
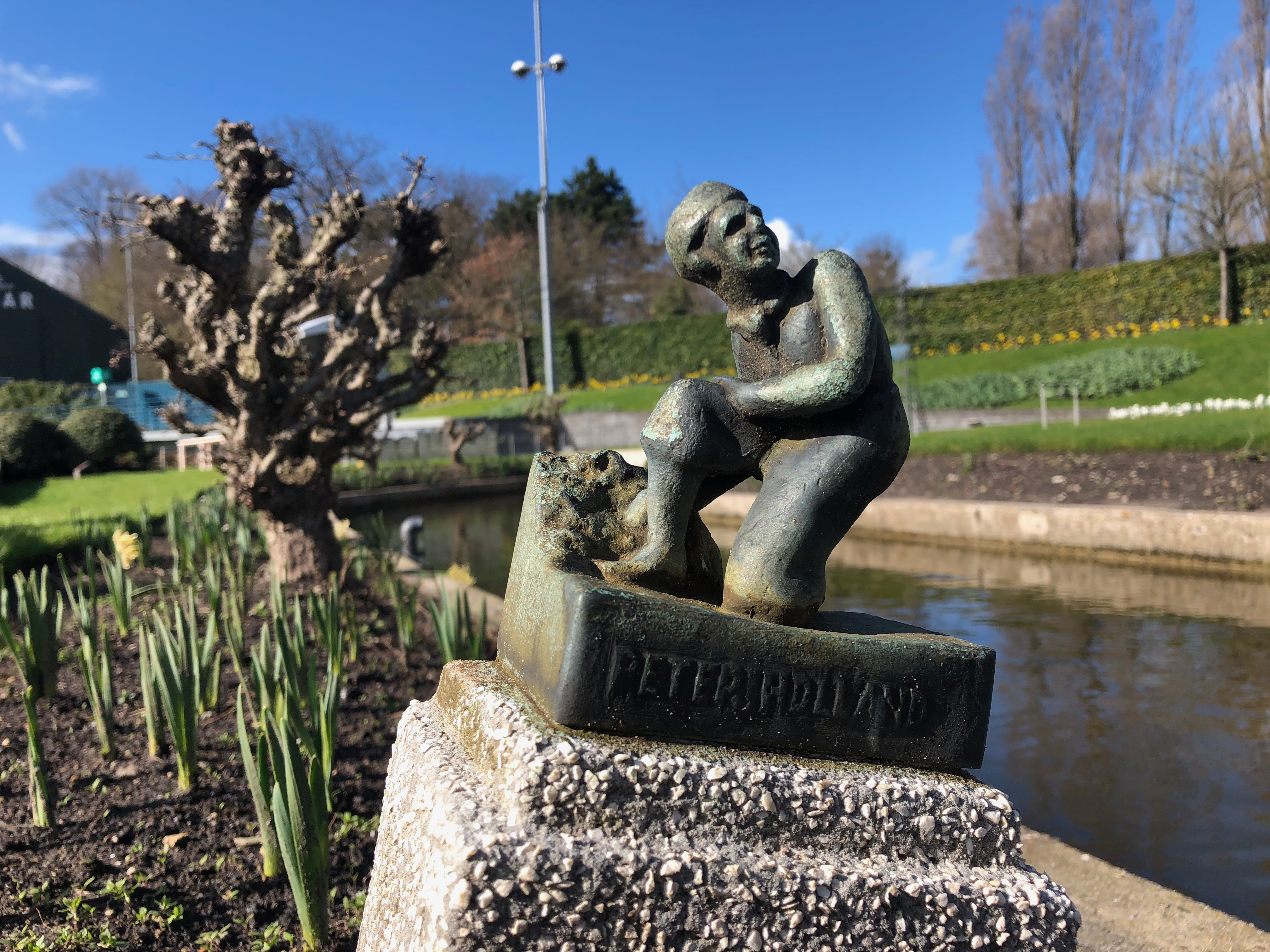
Statue von Spaarndam in Madurodam
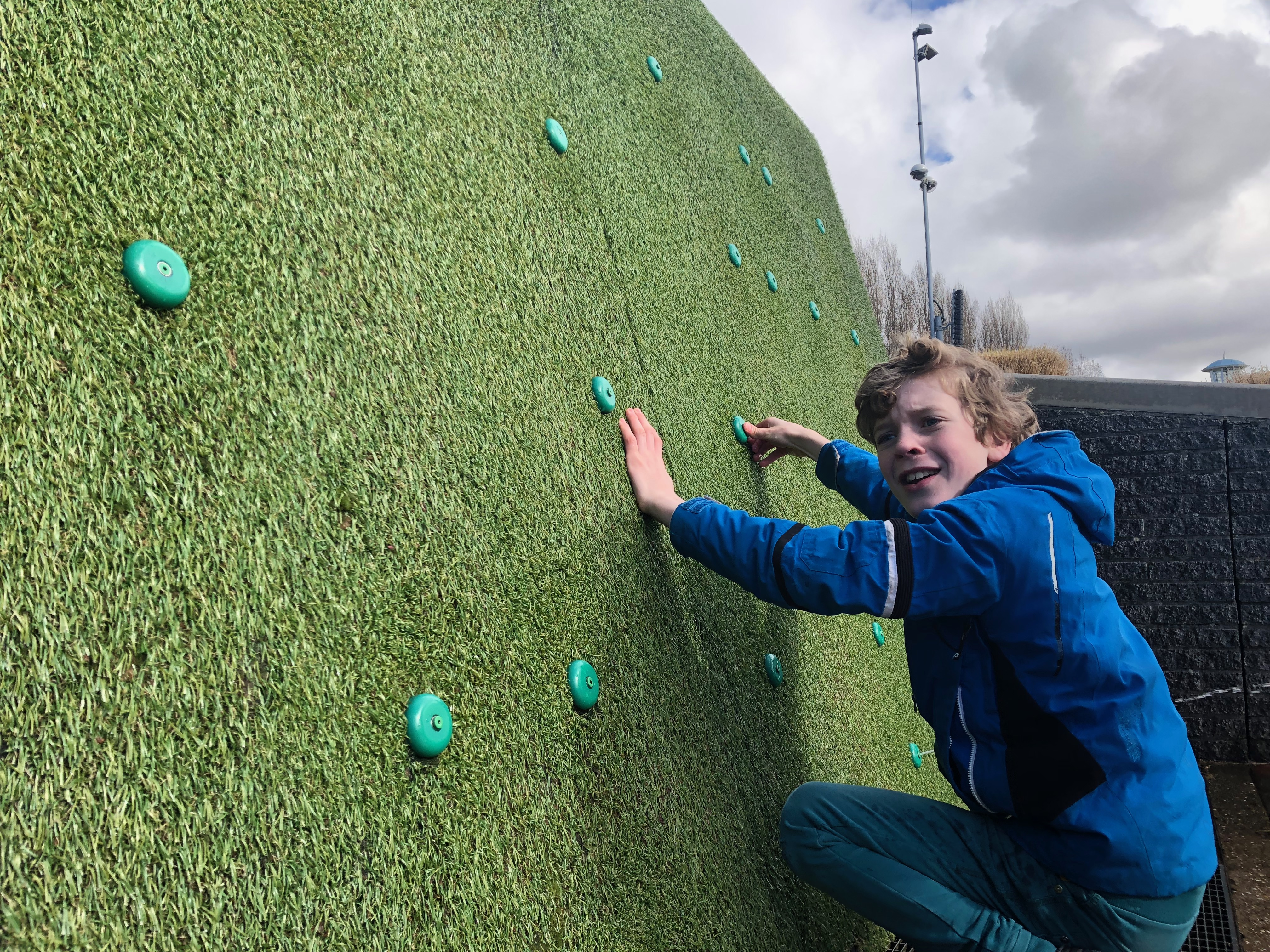
Das Hans-Brinker-Spiel in Madurodam
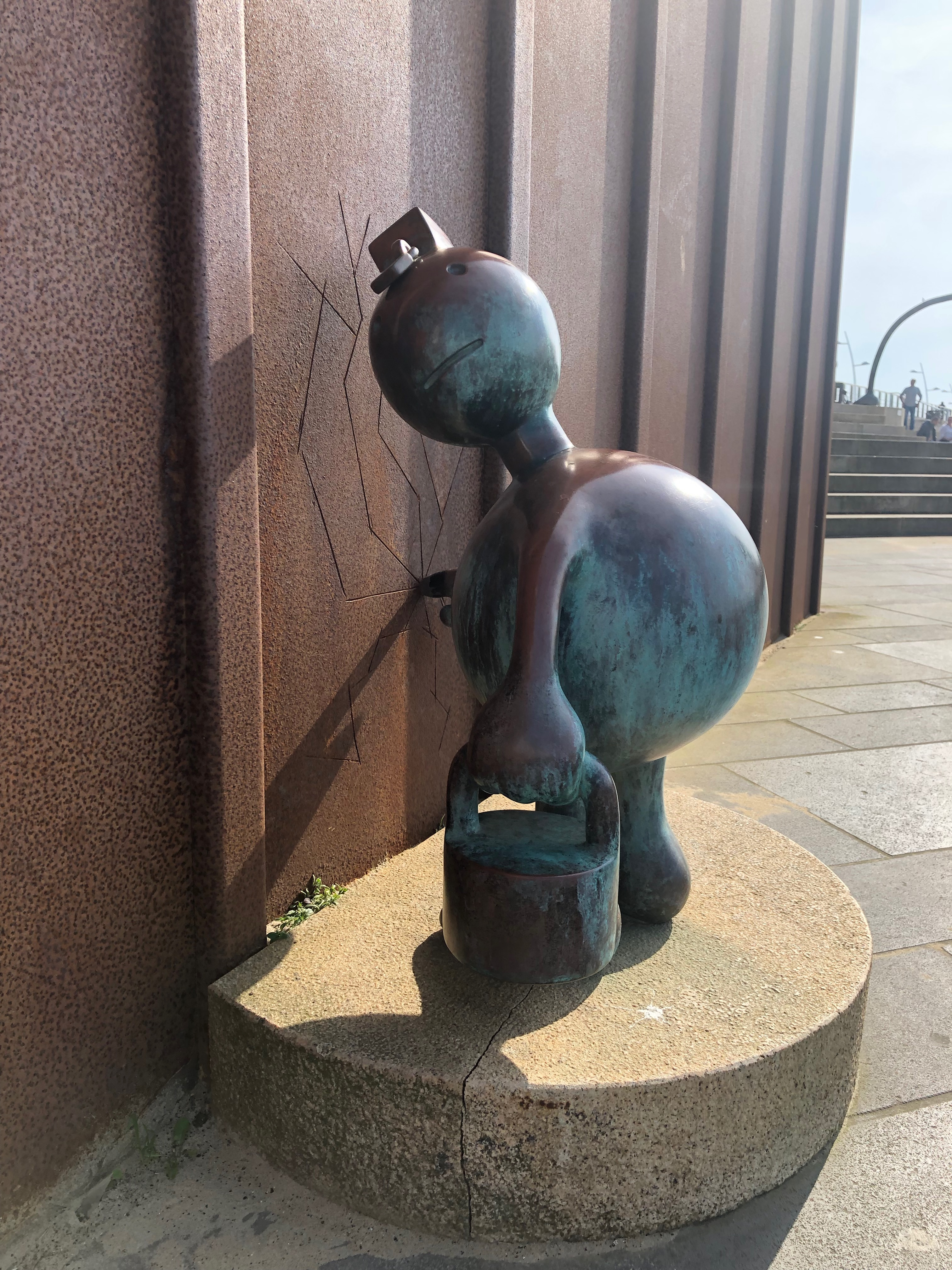
Hans Brinker Beelden aan Zee

## Ausstellungen
- Hans Brinker, a classic Dutch story, 2018, Batavialand[20]